# Hugo Schnell
Hugo Schnell (*  15. März 1904 in München; † 29. Dezember 1981 in Lindenberg im Allgäu; vollständiger Name Hugo Karl Maria Schnell) war ein deutscher Kunsthistoriker und Verleger.

## Leben
Nach dem Abitur in Augsburg studierte er an der Universität München Philosophie, Theologie, Geschichte und Kunstgeschichte. 1931 promovierte er mit der Arbeit über Die Einflüsse des Konzils von Trient auf die Kunst in Altbaiern mit besonderer Berücksichtigung des baierischen Volkstums. 1932 wurde er Kulturredakteur in Waldsassen bei der Grenzzeitung und dem Konnersreuther Sonntagsblatt. Seit 1938 lebte er in Scheidegg.
Mit dem Verlagskaufmann Johannes Steiner (1902–1995) gründete er am 24. November 1933 den  „Dreifaltigkeitsverlag“, der 1938 aufgrund einer Verfügung der Reichsschrifttumskammer in Verlag Dr. Schnell und Dr. Steiner umbenannt werden musste und der sich auf Kunstführer, vorrangig für Kirchen, spezialisierte. Er betätigte sich in zahlreichen Werken selbst als Autor und Redakteur. Sein Buch Der Kirchenbau des 20. Jahrhunderts in Deutschland (Schnell und Steiner, Regensburg 1973) wurde zu einem Standardwerk des modernen Kirchenbaus.

## Ehrungen
- 1954: Bundesverdienstkreuz 1. Klasse
- 1956: Komtur des päpstlichen Silvesterordens
- 1959: Ritter des Ordens vom Heiligen Grab
- 1964: Bayerischer Verdienstorden
- 1969: Ehrenzeichen Excellenti in litteris der Universität Innsbruck
- 1977: Österreichisches Ehrenkreuz für Wissenschaft und Kunst I. Klasse